# امین متوسل‌زاده
امین متوسل‌زاده (زاده متولد ۲۴ اردیبهشت ۱۳۶۱ در کازرون) بازیکن فوتبال اهل ایران است.
وی سابقه عضویت در تیم‌های برق شیراز، آدمیرا واکر اتریش، پگاه گیلان، فجر شهیدسپاسی، راه‌آهن تهران، فولاد خوزستان، پاس همدان و لواشک سازی بیضا و داماش گیلان و برق سازی مرودشت را دارد.

## بازی جوانمردانه
متوسل‌زاده در سال ۱۳۸۹ در جریان یکی از بازی‌های لیگ برتر ایران بین تیم‌های مقاومت سپاسی و استیل آذین در شرایطی که تیم فجر احتیاج زیادی برای گرفتن امتیاز این مسابقه و ماندن در لیگ برتر داشت در اوسط بازی برده خود  حمید نشاط‌جو دروازبان تیم استیل آذین آسیب دیده و بر روی زمین بود و متوسل‌زاده در یک فرصت گلزنی بالا قرار داشت با رعایت جوانمردی توپ را به بیرون انداخت تا به وضعیت دروازبان رسیدگی شود و همین باعث شد تیم مقاومت سپاسی در این بازی پیروز نشود.این حرکت موجب شد او به عنوان "جوانمردترین ورزشکار سال" دست پیدا کند.